# Гамильтон, Артур
Артур Гамильтон Стерн (англ. Arthur Hamilton Stern; 22 октября 1926, Сиэтл, Вашингтон — 20 мая 2025, Лос-Анджелес, Калифорния) — американский поэт-песенник и композитор. Известен благодаря написанной им песне «Cry Me A River», впервые опубликованную в 1953 году и записанную Джули Лондон.

## Биография
Артур «Арт» Стерн родился в Сиэтле, Вашингтон, в семье автора песен и комика Джейкоба Абрахама «Джека» Стерна (1896—1985) и Грейс Гамильтон Стерн (1883—1953). Он переехал ещё младенцем вместе со своей семьей в Голливуд, Калифорния. Учился играть на фортепиано в детстве, а также изучал теорию музыки и контрапункт.
Позже он стал использовать имя Артур Гамильтон. В 1949 году он написал телевизионный мюзикл для KTTV в Лос-Анджелесе, Калифорния. Он также работал в музыкальном издательстве. В 1953 году он заключил контракт с Джеком Уэббом. Он написал три песни для фильма «Блюз Пита Келли», включая «I Can Sing a Rainbow» и «He Needs Me», исполненные Пегги Ли. Однако третья песня Гамильтона, «Cry Me a River», спетая Эллой Фитцджеральд, не была включена в фильм, хотя позже Элла продолжила исполнять эту песню на своих концертах. Первый официальный релиз песни и самая известная запись была сделана актрисой и певицей Джули Лондон в 1955 году. Её исполнение песни в фильме 1956 года «Эта девушка не может иначе» помогло сделать песню хитом, она достигла 9-го места в американском чарте Billboard и 22-го места в Великобритании.
Его композиции исполняли Дина Вашингтон, Арчи Шепп, Гарри Конник-младший, Барбра Стрейзанд, Джонни Мэтис, Рэй Чарльз, Дайана Кролл, The Dells (чья версия «Sing a Rainbow» стала международным хитом в 1969 году) и другие. В основном Гамильтон работал как поэт; он работал в разное время с такими композиторами как Вальтер Юрманн, Армандо Мансанеро, Джерри Филдинг, Джонни Мэндел, Мишель Легран, Дэвид Раксин, Роберт Рагланд, Риц Ортолани, Терри Троттер, Лори Барт, Барри Манн, Дэйв Грузин, Уолтер Шарф, Джо Харнелл, Лерой Холмс, Гарриет Шок, Рон Энтони, и Патрик Уильямс.
Гамильтон также был номинирован на премию «Оскар», «Золотой глобус» и две «Эмми».
Он являлся членом Академии кинематографических искусств и наук и Американского общества композиторов, авторов и издателей.
Умер 3 июня 2025 года в возрасте 98 лет.